# Zorillerna
Zorillerna (franska: Les Zorilles, originaltitel) är en fransk tecknad serie av Corcal (text) och Deth (David De Thuin) (bild), som går i serietidningen Uti Vår Hage, ursprungligen från den belgiska tidningen Spirou.